# Emil Hegle Svendsen
Emil Hegle Svendsen (Trondheim, 12 de julio de 1985) es un deportista noruego que compitió en biatlón.
Participó en cuatro Juegos Olímpicos de Invierno, entre los años 2006 y 2014, obteniendo en total nueve medallas: dos oros y una plata en Vancouver 2010, dos oros y un bronce en Sochi 2014 y dos platas y un bronce en Pyeongchang 2018.
Ganó veintiuna medallas en el Campeonato Mundial de Biatlón entre los años 2007 y 2016.

## Palmarés internacional
| Juegos Olímpicos   | Juegos Olímpicos             | Juegos Olímpicos  | Juegos Olímpicos |
| Año                | Lugar                        | Medalla           | Prueba           |
| ------------------ | ---------------------------- | ----------------- | ---------------- |
| 2010               | Vancouver (Canadá)           | Medalla de oro    | Individual       |
| 2010               | Vancouver (Canadá)           | Medalla de oro    | Relevo           |
| 2010               | Vancouver (Canadá)           | Medalla de plata  | Velocidad        |
| 2014               | Sochi (Rusia)                | Medalla de oro    | salida en grupo  |
| 2014               | Sochi (Rusia)                | Medalla de oro    | Relevo mixto     |
| 2014               | Sochi (Rusia)                | Medalla de bronce | Relevo           |
| 2018               | Pyeongchang (Corea del Sur)  | Medalla de plata  | Relevo           |
| 2018               | Pyeongchang (Corea del Sur)  | Medalla de plata  | Relevo mixto     |
| 2018               | Pyeongchang (Corea del Sur)  | Medalla de bronce | Salida en grupo  |
| Campeonato Mundial |                              |                   |                  |
| Año                | Lugar                        | Medalla           | Prueba           |
| 2007               | Antholz (Italia)             | Medalla de bronce | Relevo mixto     |
| 2008               | Östersund (Suecia)           | Medalla de oro    | Individual       |
| 2008               | Östersund (Suecia)           | Medalla de oro    | Salida en grupo  |
| 2008               | Östersund (Suecia)           | Medalla de plata  | Relevo           |
| 2009               | Pyeongchang (Corea del Sur)  | Medalla de oro    | Relevo           |
| 2010               | Janty-Mansisk (Rusia)        | Medalla de plata  | Relevo mixto     |
| 2011               | Janty-Mansisk (Rusia)        | Medalla de oro    | Salida en grupo  |
| 2011               | Janty-Mansisk (Rusia)        | Medalla de oro    | Relevo           |
| 2011               | Janty-Mansisk (Rusia)        | Medalla de plata  | Persecución      |
| 2012               | Ruhpolding (Alemania)        | Medalla de oro    | Relevo           |
| 2012               | Ruhpolding (Alemania)        | Medalla de oro    | Relevo mixto     |
| 2012               | Ruhpolding (Alemania)        | Medalla de plata  | Velocidad        |
| 2013               | Nové Město (República Checa) | Medalla de oro    | Velocidad        |
| 2013               | Nové Město (República Checa) | Medalla de oro    | Persecución      |
| 2013               | Nové Město (República Checa) | Medalla de oro    | Relevo           |
| 2013               | Nové Město (República Checa) | Medalla de oro    | Relevo mixto     |
| 2013               | Nové Město (República Checa) | Medalla de bronce | Salida en grupo  |
| 2015               | Kontiolahti (Finlandia)      | Medalla de plata  | Individual       |
| 2015               | Kontiolahti (Finlandia)      | Medalla de plata  | Relevo           |
| 2016               | Oslo (Noruega)               | Medalla de oro    | Relevo           |
| 2016               | Oslo (Noruega)               | Medalla de bronce | Persecución      |